# Epacmus labiosus
Epacmus labiosus är en tvåvingeart som beskrevs av Axel Leonard Melander 1950. Epacmus labiosus ingår i släktet Epacmus och familjen svävflugor.
Artens utbredningsområde är Utah. Inga underarter finns listade i Catalogue of Life.